# Heaven (álbum de Rebecca Ferguson)
Heaven é o álbum de estúdio de estréia da cantora e compositora britânica Rebecca Ferguson. O álbum foi lançado dia 5 de dezembro de 2011 pela Syco Music e RCA Records. No Brasil, foi lançado em 2 de maio de 2012.
As sessões de gravação incluíram: London, Los Angeles e Sweden. Eg White que trabalhou com Adele e Duffy foi o principal colaborador. Outros produtores e compositores foram Steve Booker, Fraser T. Smith, Xenomania, Paul Barry, Mark Taylor e Brian Higgins.
No lançamento, alcançou o 3º lugar do UK Albums Chart vendendo 128,458 cópias na semana de lançamento. Atrás do primeiro lugar do álbum póstumo da Amy Winehouse Lioness: Hidden Treasures e em segundo o do Michael Bublé Christmas.

## Faixas
| N.º            | Título                                     | Compositor(es)                                                           | Producer(s)        | Duração |  |
| 1.             | "Nothing's Real but Love"                  | Rebecca Ferguson, Eg White                                               | White              | 2:54    |  |
| 2.             | "Glitter & Gold"                           | Ferguson, Alex Smith, Paul Barry                                         | Smith, Mark Taylor | 3:29    |  |
| 3.             | "Shoulder to Shoulder"                     | Ferguson, White                                                          | White              | 3:13    |  |
| 4.             | "Fairytale (Let Me Live My Life This Way)" | Ferguson, White                                                          | White              | 3.23    |  |
| 5.             | "Mr. Bright Eyes"                          | Ferguson, Brian Higgins, Luke Fitton, Matt Gray, Toby Scott, Owen Parker | Xenomania          | 4:00    |  |
| 6.             | "Fighting Suspicions"                      | Ferguson, White                                                          | White              | 4:15    |  |
| 7.             | "Teach Me How to Be Loved"                 | Ferguson, Jonny Lattimer                                                 | Lattimer           | 3:50    |  |
| 8.             | "Run Free"                                 | Ferguson, Steve Booker                                                   | Steve Booker       | 3:13    |  |
| 9.             | "Diamond to Stone"                         | Ferguson, Fraser T. Smith                                                | Smith              | 3:39    |  |
| 10.            | "Too Good to Lose"                         | Ferguson, White                                                          | White              | 3:44    |  |
| Duração total: | Duração total:                             | Duração total:                                                           | Duração total:     | 35:40   |  |

| German iTunes Store additional tracks |                                        |         |  |
| N.º                                   | Título                                 | Duração |  |
| 11.                                   | "Shoulder to Shoulder" (Piano Version) | 3:04    |  |
| 12.                                   | "Too Good to Lose" (Dukebox Remix)     | 3:38    |  |

| German Amazon.de additional tracks |                                      |         |  |
| N.º                                | Título                               | Duração |  |
| 11.                                | "Too Good to Lose" (Seamus Haji Mix) | 3:00    |  |
| 12.                                | "Too Good to Lose" (Ayo Mix)         | 3:19    |  |

| US edition additional track |             |         |  |
| N.º                         | Título      | Duração |  |
| 11.                         | "Backtrack" | 2:54    |  |

## Posições
| Chart (2011-2012)        | Peak position |
| ------------------------ | ------------- |
| Australian Albums Chart  | 16            |
| Austrian Albums Chart    | 18            |
| German Albums Chart      | 15            |
| Irish Albums Chart       | 9             |
| Italian Albums Chart     | 30            |
| New Zealand Albums Chart | 22            |
| Scottish Albums Chart    | 3             |
| Spanish Album Charts     | 53            |
| Swiss Album Charts       | 7             |
| UK Albums Chart          | 3             |

 
|

## Lançamentos
| Region         | Date            | Format               | Label                               |
| -------------- | --------------- | -------------------- | ----------------------------------- |
| Ireland        | 2 December 2011 | CD, digital download | RCA Records, Syco Music, Sony Music |
| United Kingdom | 4 December 2011 | CD, digital download | RCA Records, Syco Music, Sony Music |
| Australia      | 13 January 2012 | CD, digital download | RCA Records, Syco Music, Sony Music |
| Italy          | 7 February 2012 | CD, digital download | RCA Records, Syco Music, Sony Music |
| Argentina      | 28 March 2012   | CD, digital download | RCA Records, Syco Music, Sony Music |
| Germany        | 6 April 2012    | CD, digital download | RCA Records, Syco Music, Sony Music |
| Brazil         | 2 May 2012      | CD, digital download | RCA Records, Syco Music, Sony Music |
| United States  | 29 May 2012     | CD, digital download | Columbia Records, Syco Music        |